# Limbowa Skała

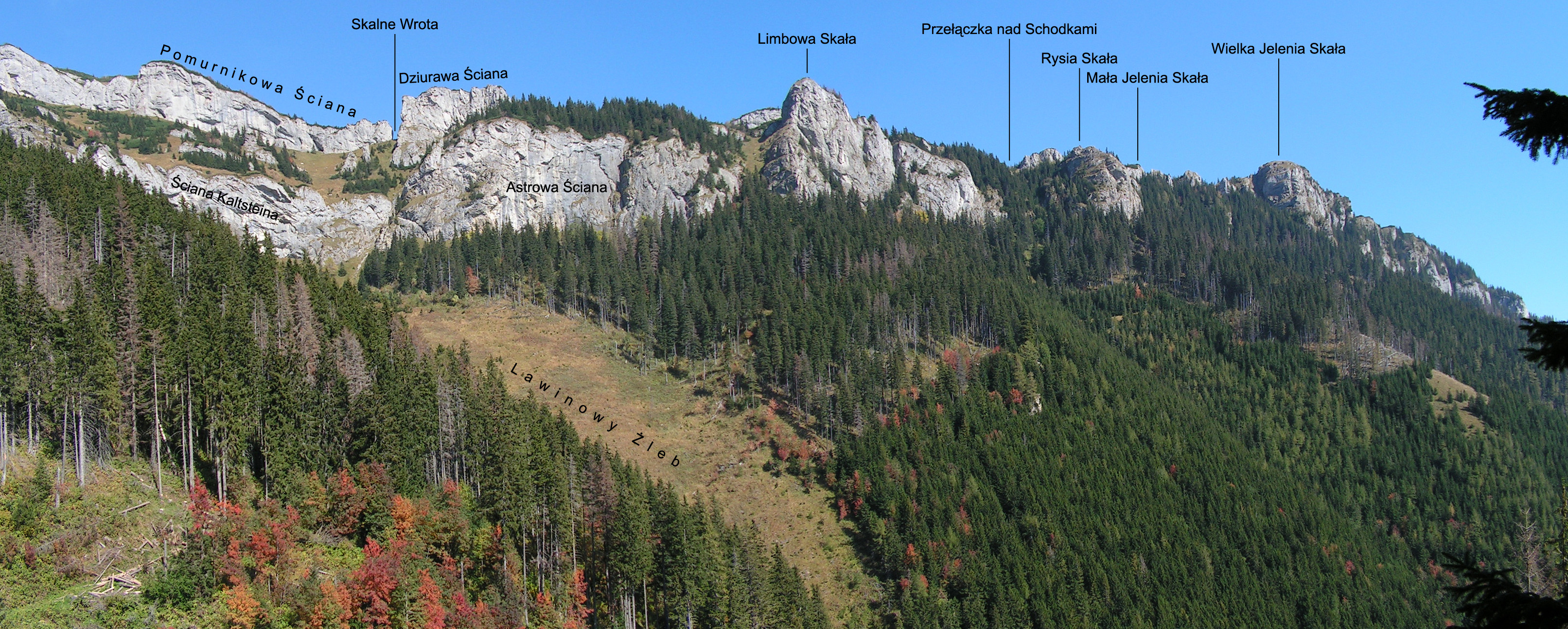
Limbowa Skała wśród opisanych obiektów

Limbowa Skała (niem. Zirbenstein, słow. Deravá stena, węg. Cirbolya-szirt) – zbudowana z wapieni ściana w Kozim Grzbiecie w słowackich Tatrach Bielskich. Znajduje się pomiędzy Dziurawą Ścianą a Przełączką nad Schodkami. Na południowo-zachodnią stronę do Doliny do Siedmiu Źródeł opada pionową ścianą o wysokości kilkudziesięciu metrów. Natomiast od północno-wschodniej, opadającej do Doliny Suchej strony nie tworzy żadnej ściany, lecz jednolicie nachylone zbocze. Jedyną trudnością w wejściu na Limbową Skałę od tej strony jest gąszcz kosodrzewiny. Znajduje się w nim ścieżka dawniej znakowanego szlaku. Szlak został zamknięty, ale ścieżka fizycznie istnieje nadal.
Z grani do Doliny Siedmiu Źródeł pomiędzy Dziurawą Ścianą i Astrową Ścianą a Limbową Skałą opada stromy upłaz, górą trawiasty, dołem zarastający lasem. Z przełączki nad Schodkami po wschodniej stronie Limbowej Skały opada stromy trawiasto-skalny upłaz, dołem zarastający lasem. Gdy w 1978 r. zamknięto odcinek znakowanego szlaku Magistrali Tatrzańskiej od Schroniska pod Szarotką Lawinowym Żlebem na Skalne Wrota, przez jakiś czas nowy szlak prowadził tym upłazem przez Przełęcz nad Schodkami. Wkrótce jednak on również został zamknięty.